# Sifferkorsord
Ett japanskt sifferkorsord är ett populärt sifferpussel som går ut på att man ska återskapa en bild genom att bilden har delats upp i rutor så att man sedan kan återskapa bilden genom siffror som anger hur många rutor som ska vara ifyllda på varje rad respektive kolumn.